# بلش (نسيج)
البَلْش هو نسيج له وبر أو زئبر مقطوع مثل الفسطاطي أو المخمل.